# هرمان لخر
هرمان لخر (هلندی: Herman Legger; ۷ ژوئیهٔ ۱۸۹۵ – ۷ سپتامبر ۱۹۷۸) بازیکن فوتبال اهل هلند بود.
وی همچنین در تیم ملی فوتبال هلند بازی کرده‌است.